# Montserrat Ribera
Montserrat Ribera i Puig (1960) es una política española.
Entre 1995-2003 fue regidora del Ayuntamiento de Guardiola de Berga y entre 1995-1999 diputada provincial a la Diputación de Barcelona. Entre 1995 y 1999 fue consejera Comarcal de Servicios Sociales y Portavoz del grupo de CIU al Consejo Comarcal del Bergadá. Entre 1999 y 2006 fue presidenta del Consejo Comarcal del Bergadá y entre los años 2003 y 2015, alcaldesa del Ayuntamiento de Guardiola de Berga.
Actualmente es presidenta del Consorcio de Turismo del Alto Bergadá, presidenta del Consorcio del Parque Fluvial de las Colonias del Llobregat, consejera de Caja de Manresa, presidenta de la comisión de Mujer y Municipio del ACM y miembro de Foro Comarcal del ACM. Diputada de la VIII legislatura al Parlamento de Cataluña por CIU.